# Ögeltjärnen (Bjärtrå socken, Ångermanland)
Ögeltjärnen är en sjö i Kramfors kommun i Ångermanland och ingår i Nätraån-Ångermanälvens kustområde.